# Gediminas Bagdonas
Gediminas Bagdonas (Radviliškis, 26 de diciembre de 1985) es un deportista lituano que compitió en ciclismo en las modalidades de ruta, perteneciendo al equipo AG2R La Mondiale de 2013 a 2019, y pista.
Ganó una medalla de bronce en el Campeonato Europeo de Ciclismo en Pista de 2012, en la prueba de ómnium.

## Biografía
En 2007 Bagdonas fue miembro del equipo continental Klaipeda, donde tenía a otros siete compatriotas como compañeros. Ese año ganó la contrarreloj en el Campeonato de Lituania. En 2008 se unió al equipo kazajo Ulan junto con cinco de los lituanos del Klaipeda. En 2009 fichó por el nuevo equipo continental lituano Team Piemonte, que dejó de existir meses más tarde. Como otros de sus compañeros lituanos que llevaban con él desde el 2007 (Aidis Kruopis o Egidijus Juodvalkis), Bagdonas pasó a correr en equipos belgas. En esa época ganó el Memorial Philippe Van Coningsloo.
En 2010 ganó una etapa en el Tour de la Province d'Anvers. En 2011 fichó por el equipo continental An Post-Sean Kelly. Con este equipo ganó la clasificación general y dos etapas del An Post Rás y la general y una etapa de la Ronde de l'Oise. Es por segunda vez campeón de Lituania en contrarreloj.
En 2012 obtuvo nueve victorias, entre ellas repitió en el Memorial Philippe Van Coningsloo, fue campeón de Lituania en ruta y ganó la Vuelta a Holanda Septentrional y la Baltic Chain Tour. Estos resultados le valieron un contrato con el Ag2r La Mondiale para 2013.
En enero de 2020 anunció que dejaba el ciclismo profesional y que terminaría su trayectoria deportiva en el mismo equipo con el que la empezó, el Klaipeda lituano de categoría amateur.

## Medallero internacional
| Campeonato Europeo | Campeonato Europeo   | Campeonato Europeo | Campeonato Europeo |
| Año                | Lugar                | Medalla            | Competición        |
| ------------------ | -------------------- | ------------------ | ------------------ |
| 2012               | Panevėžys (Lituania) | Medalla de bronce  | Ómnium             |

## Palmarés

### Ruta
| 2004 - 3.º en el Campeonato de Lituania Contrarreloj 2006 - 3.º en el Campeonato de Lituania Contrarreloj 2007 - Campeonato de Lituania Contrarreloj - Gran Premio Van de Stad Geel 2009 - Memorial Philippe Van Coningsloo - 2.º en el Campeonato de Lituania en Ruta - De Drie Zustersteden 2011 - An Post Rás, más 2 etapas - Ronde de l'Oise, más 1 etapa - Campeonato de Lituania Contrarreloj - 2.º en el Campeonato de Lituania en Ruta - 1 etapa de la Vuelta a Gran Bretaña 2012 - Vuelta a Holanda Septentrional - 2 etapas del An Post Rás - Memorial Philippe Van Coningsloo - 3.º en el Campeonato de Lituania Contrarreloj - Campeonato de Lituania en Ruta - Baltic Chain Tour, más 3 etapas | 2013 - 2.º en el Campeonato de Lituania Contrarreloj 2014 - 3.º en el Campeonato de Lituania Contrarreloj 2015 - 2.º en el Campeonato de Lituania Contrarreloj 2017 - 2.º en el Campeonato de Lituania Contrarreloj - 2.º en el Campeonato de Lituania en Ruta 2018 - Campeonato de Lituania Contrarreloj - Campeonato de Lituania en Ruta 2019 - Campeonato de Lituania Contrarreloj 2020 - 2.º en el Campeonato de Lituania Contrarreloj - Campeonato de Lituania en Ruta |

### Pista
2012
- 3.º en el Campeonato Europeo en Omnium

## Resultados en Grandes Vueltas y Campeonatos del Mundo
| Carrera              | Carrera              | 2011 | 2012 | 2013 | 2014 | 2015  | 2016  | 2017 | 2018 | 2019 |
| -------------------- | -------------------- | ---- | ---- | ---- | ---- | ----- | ----- | ---- | ---- | ---- |
|                      | Giro de Italia       | —    | —    | —    | —    | —     | —     | —    | —    | —    |
|                      | Tour de Francia      | —    | —    | —    | —    | —     | —     | —    | —    | —    |
|                      | Vuelta a España      | —    | —    | —    | —    | 154.º | 134.º | —    | —    | —    |
| Mundial en Ruta      | Mundial en Ruta      | 25.º | —    | Ab.  | —    | Ab.   | Ab.   | —    | —    | Ab.  |
| Mundial Contrarreloj | Mundial Contrarreloj | 32.º | —    | 59.º | —    | 50.º  | 38.º  | —    | 51.º | —    |

—: no participa

Ab.: abandono